# 日舞渡假村
日舞渡假村（Sundance Resort，日舞又譯辛丹、辛丹斯或聖丹斯），是美國猶他州的一個滑雪渡假村，位於普若佛東北21公里、Wasatch山脈的Timpanogos山上。這裡從1944年開始就已是一個滑雪場，到1969年被影星收購，並改為今日的名字。由於勞勃·瑞福的參與，這裡都會舉行每年一度的獨立電影節，並其後發成今日的非營利組織委員會，為美國電影業造就出大批新晉的電影導演和演員。

## 外部連結

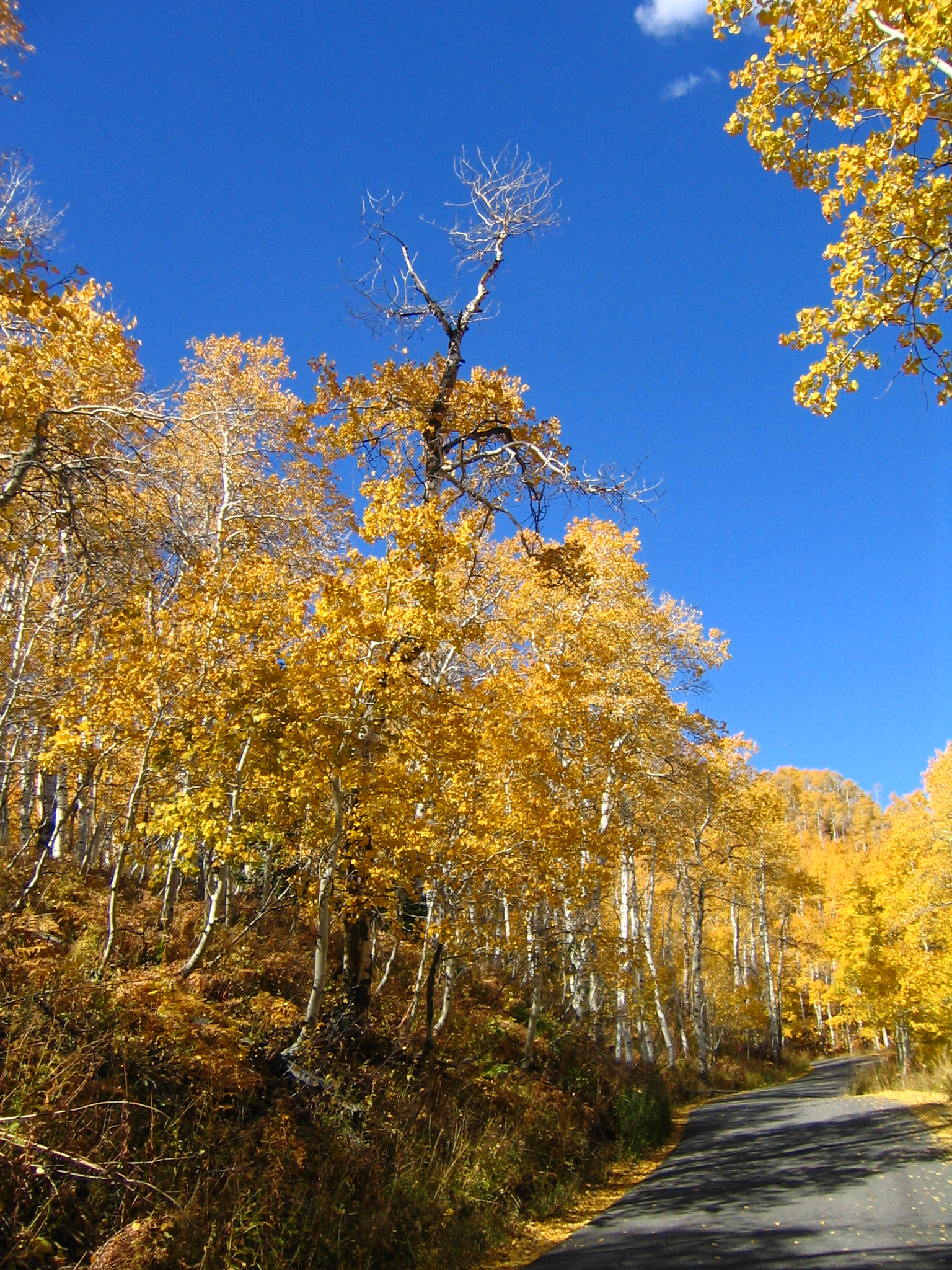
秋天的日舞

- Sundance Resort.com （页面存档备份，存于） - official site
- Sundance Film Festival （页面存档备份，存于） - official site
- Raymond Stewart Collection - University of Utah
- Deseret Morning News （页面存档备份，存于） - Sundance
- The Sundance Institute（页面存档备份，存于） - Sundance.org website
- Ski Archives.org （页面存档备份，存于） - 1993 Ski Affair - Sundance

40°23′36″N 111°35′19″W / 40.39333°N 111.58861°W